# HMS Porcupine (G93)
Pour les autres navires du même nom, voir HMS Porcupine.
Le HMS Porcupine était un destroyer de classe P de la Royal Navy construit par Vickers Armstrong, basé sur la Rivière Tyne.
Il fut commandé le 20 octobre 1939, sa quille fut posée le 26 décembre 1939 et fut lancé le 10 juin 1941. Mis en service le 31 août 1942, le navire eut une carrière relativement courte. Il a été torpillé en 1942, remorqué et finalement démoli en 1947.

## Carrière
Le 11 novembre 1942, en compagnie du destroyer HNLMS Isaac Sweers, il participe au sauvetage de 241 hommes du navire Nieuw Zeeland, un transport de troupes néerlandais qui avait été torpillé par le U-380 à la position 35° 57′ N, 3° 58′ O, à environ 68 milles à l'est de Gibraltar, en Mer Méditerranée.
Le Porcupine était commandé par le commander George Scott Stewart (RAN) lorsque le destroyer fut torpillé par l'U-602, le 9 décembre 1942. Il escortait alors le bâtiment-dépôt HMS Maidstone (en) de Gibraltar à Alger lorsqu'il fut attaqué à la position 36° 40′ N, 0° 04′ O, dans le nord-nord-est du Cap Ferrat (Algérie). L'U-602 entendit deux détonations après un temps de parcours de 2 minutes. D'après Frederick L.J. PETERS qui se trouvait sur le bâtiment-dépôt, trois torpilles furent tirées, alors que le destroyer en vit quatre : deux passèrent devant sa proue, une se perdit sur l'arrière du destroyer et la dernière toucha le Porcupine. Le destroyer fut touché dans la salle des machines bâbord, y tuant 7 hommes d'équipage. Le bâtiment commençait à couler alors qu'un navire de sauvetage s'approchait de lui. Le Porcupine avait sa poupe inondée et était sur le point de chavirer lorsqu'il fut pris en remorque par l'HMS Exe et que des pompes électriques commencèrent à lutter contre les voies d'eau. Le lendemain un remorqueur français l'escorta et l'échoua à Arzew, en Algérie.
En mars 1943, le destroyer fut de nouveau remorqué à Oran où il fut déclaré perte totale.
Il fut ensuite coupé en deux et ses deux parties remorquées vers Portsmouth (Grande-Bretagne), en juin 1943. Le 14 janvier 1944, elles devinrent (sous les noms officieux de HMS Pork et de HMS Pine) des pontons (bases fixes) pour engins de débarquement. Condamnées le 1er mars 1946, elles furent finalement remises en service un mois plus tard au profit du commandement des dragueurs de mines, devenant ainsi une annexe de HMS Victory III.
Proposés peu de temps après (le 6 mai 1946) à la vente, vers une entreprise de démolition, les deux morceaux sont condamnés le 31 août 1946. Ils sont alors démantelés à Plymouth en 1947.